# 卡齐亚琳娜·哈尔金娜
卡齐亚琳娜·亚历山德罗芙娜·哈尔金娜（1997年2月25日—），白俄罗斯艺术体操运动员，2017年世界运动会球操和带操铜牌得主、2019年欧洲运动会圈操银牌得主和个人全能铜牌得主。